# Ustou
Ustou (Okzitanisch: Uston) ist eine französische Gemeinde mit 259 Einwohnern (Stand: 1. Januar 2022) im Département Ariège in der Region Okzitanien; sie gehört zum Arrondissement Saint-Girons, zum Gemeindeverband Couserans-Pyrénées und zum Kanton Couserans Est. Die Einwohner werden Ustouens/Ustouennes genannt.

## Geografie
Ustou liegt rund 95 Kilometer südlich der Stadt Toulouse im Süden des Départements Ariège an der Grenze zu Spanien. Die Gemeinde besteht aus den Dörfern Le Trein, Saint-Lizier und Sérac, zahlreichen Weilern und Streusiedlungen sowie Einzelgehöften. Die Dörfer liegen am Fluss Alet, der die Gemeinde in nordwestlicher Richtung durchquert. Beinahe das gesamte Vallée d’Ustou ist Teil der Gemeinde. Ustou liegt innerhalb des Regionalen Naturparks Pyrénées Ariégeoises. Weite Teile der Gemeinde sind Bergland und bewaldet. Höchster Punkt ist der Pic de Certescans im Südwesten der Gemeinde. Verkehrstechnisch liegt die Gemeinde an der D8F und der D38.
Umgeben wird Ustou von den Nachbargemeinden Oust im Nordosten, Ercé im Osten, Aulus-les-Bains im Osten und Südosten, Lladorre (Spanien) im Süden, Couflens im Südwesten und Westen sowie Seix im Nordwesten.

## Geschichte
Eine frühe Besiedlung ist durch Funde aus der Steinzeit in einer Höhle belegt. Die einzigen Überbleibsel aus gallo-römischer Zeit sind Ortsnamen und die Pont d’Ocques südlich von Saint-Lizier. Im Jahr 1280 wurde Schloss Château de Mirabat erstmals in einer Urkunde erwähnt. Im Mittelalter lag der Ort innerhalb der Provinz Couserans, die wiederum ein Teil der Provinz Gascogne war. Die Gemeinde gehörte von 1793 bis 1801 zum District Saint-Girons. Zudem lag Ustou von 1793 bis 2015 innerhalb des Kantons Oust. Die Gemeinde ist seit 1801 dem Arrondissement Saint-Girons zugeteilt. Die heutige Gemeinde entstand zwischen 1790 und 1794 durch die Vereinigung von Le Trein d’Ustou, Saint Lizier d’Ustou und Sérac d’Ustou. 

## Bevölkerungsentwicklung
| Jahr                                                | 1962 | 1968 | 1975 | 1982 | 1990 | 1999 | 2006 | 2019 |
| Einwohner                                           | 575  | 502  | 428  | 520  | 351  | 299  | 359  | 272  |
| Quellen: Cassini und INSEE; heutiges Gemeindegebiet |      |      |      |      |      |      |      |      |

## Sehenswürdigkeiten
- Ruinen von Schloss Château de Mirabat, seit 1995 ein Monument historique[1]
- Ruinen von Schloss Château de La Garde, seit 1996 ein Monument historique[2]
- Croix d’Ustou, eisernes Kreuz aus dem 18. Jahrhundert, seit 1965 ein Monument historique[3]
- Kirche La Nativité-de-la-Sainte-Vierge in Le Trein
- Kirche Saint-Lizier in Saint-Lizier
- Kirche Notre-Dame-de-l’Assomption in Sérac
- Kapelle Saint-Lizier in La Bincarède
- Kapelle Sainte-Pierre in Le Trein
- Kapelle Le Pont d’Oque in Saint-Lizier
- Höhle Font-Sainte
- Pont d’Oque, Brücke aus der Römerzeit
- Wasserfälle von Turguella und Lastien (Höhe 80–100 Meter)
- Denkmal für die Gefallenen[4]
- zahlreiche Wegkreuze
- Lavoir (Waschhaus) in Le Trein